# ورزشگاه استید دس مارتیرس
ورزشگاه استید دس مارتیرس (انگلیسی: Stade des Martyrs)، ورزشگاهی در شهر کینشاسا در کشور جمهوری دموکراتیک کنگو است.
از سال ۲۰۱۱ تاکنون بازی‌های خانگی باشگاه فوتبال ویتا،
DC Motema Pembe و تیم ملی فوتبال جمهوری کنگو در این ورزشگاه برگزار می‌شود.